# David Moffat

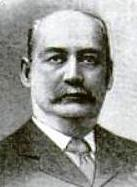
David H. Moffat (1839–1911)

David Halliday Moffat (* 22. Juli 1839; † 18. März 1911) war ein amerikanischer Bankier und Industrieller.
Moffat war Ende des 19. und Anfang des 20. Jahrhunderts einer der wichtigsten Männer in Denver,  Colorado. Er war Präsident, Geldgeber von Unternehmen und bekleidete viele weitere Ämter bei Banken, Eisenbahnen und in der regionalen Verwaltung. Im Laufe der Jahre besaß er etwa hundert Minen in Colorado und neun Eisenbahnen.  Als Moffat 1911 starb, hatte ihn sein Traum, von Denver aus die Westküste mit der Eisenbahn zu verbinden, in Form der späteren Denver and Salt Lake Railway, $75,000 pro Meile gekostet und am Rollins Pass verlor er den Rest seines Vermögens. Er starb in New York, als er versuchte, mehr Geld aufzutreiben. Er traf dort mit E. H. Harriman und George Jay Gould I auf seine härtesten Gegner (Akteure der Union Pacific Railroad). Unter Zeitgenossen galt Moffat als verwegener Träumer, später erkannte man, dass er seiner Zeit weit voraus war. Sein Erbe umfasste die Denver and Rio Grande Western Railroad, die später als Teil der Union Pacific Railroad die meisten Eisenbahnen in Colorado überdauern sollte. Der Moffat Tunnel und der Moffat County, Colorado, tragen heute noch seinen Namen.

## Lebenslauf
Moffat wurde 1839 in Washingtonville im Staate New York geboren. Mit zwölf Jahren begann er in New York City als Laufjunge eine Banklehre, in deren Folge er 1860 nach Denver, Colorado, zog und wo er ab 1880 Präsident der First National Bank of Denver war. Er kontrollierte und führte diese Bank bis zu seinem Tode 1911 erfolgreich.

## Eisenbahnunternehmen

### Denver Pacific Railway
Am 19. November 1867 gründeten Moffat und andere unter dem Bürgermeister John Evans von Denver die „Denver Pacific Railway and Telegraph Company“, die am 18. Mai 1868 den Grundstein für ihren Bahnhof in Cheyenne (Wyoming) für eine Bahn durch das Tal des South Platte River über Greeley nach Denver legte. Die Bahn begründete wesentlich die Funktion Denvers als Zentrale der Region Colorado, nachdem Denver zuvor beim Bau der transkontinentalen Eisenbahnstrecken ins Abseits geraten war. Die Bahngesellschaft betrieb ein verzweigtes Schienennetz in Colorado und Wyoming und ging 1880 die Fusion mit der Kansas Pacific und der Union Pacific ein, deren letztere namentlich weiterbesteht.

### Denver, South Park and Pacific Railroad
Die Denver-South Park-Linie wurde 1872 von einer Gruppe unter dem Bürgermeister John Evans, David Moffat und anderen geschaffen, um das Bergbaugebiet von Denver durch den Platte Canyon über South Park zu erschließen. Sie und ihre Zweiglinien entstanden zur Zeit eines großen Bergbaubooms und gingen 1889 erst in der Denver, Leadville and Gunnison Railroad, diese dann in der Colorado and Southern Railway auf.

### Denver and New Orleans  Railroad
Die Denver and New Orleans Railroad wurde 1881 von Denvers Bürgermeister John Evans, David Moffat und anderen gegründet, um eine Verbindung von Denver nach New Orleans am Golf von Mexiko zu schaffen. Sie schaffte mit der Strecke von Denver nach Pueblo Anschluss an die von denselben Akteuren zum gleichen Zweck 1881 gegründete Denver and Fort Worth Railroad, die unter Leitung von General Dodge die Fortsetzung bis Fort Worth in Texas übernahm. 1888 wurde die Strecke vollendet und ging in der Folge in der Colorado and Southern Railway auf.
Diese drei Bahnen kontrollierte Grenville M. Dodge. Die südlich in das Projekt einbezogenen Bahnen Colorado Central Railroad und Cheyenne and Northern Railway bildeten später die Union Pacific, Denver and Gulf Railway.
Nach Bankrott dieser Gesellschaft 1893 wurden diese Teilstrecken von ihrer Muttergesellschaft getrennt und in die Denver, Leadville and Gunnison Railway von Frank Trumbull eingebracht, die 1899 zur Colorado and Southern Railway wurde. 1908 übernahm die Chicago, Burlington and Quincy Railroad dies Netz und ging 1981 in der Burlington Northern Railroad auf.

### Denver Tramway
Denver Tramway wurde durch Colorados Territorialgouverneur John Evans, David Moffat und anderen 1886 gegründet. Denver Tramway betrieb den ersten O-Bus in Denver.

### Manitou and Pike’s Peak Railway
Die Manitou and Pike’s Peak Railway ist eine Zahnradbahn nach System Abt im Staat Colorado, die den Pikes Peak mit seiner grandiosen Aussicht über ganz Colorado erklimmt. Die Talstation liegt in Manitou Springs nahe Colorado Springs unweit Denver. Diese Bergbahn ist die höchstliegende Eisenbahnstrecke in den USA. Ihr Bau wurde von David Moffat und Zalmon G. Simmons initiiert, der Erfinder und Fabrikant der Simmons Beautyrest Mattress Company war. Die Bahn wurde 1889 gegründet und nahm den Betrieb zum Berghotel 1890 auf. Der Gipfel wurde ein Jahr später erreicht. Die Bahn steht für reinen Touristikverkehr heute noch in Betrieb.

### Denver and Rio Grande Western Railroad
1885 wurde David Moffat in den Vorstand der D&RG gewählt. 1887 wurde Moffat Präsident. Unter Moffat wurden der Abschnitt von Glenwood bis Grand Junction gebaut, die Strecke zwischen Pueblo bis Grand Junction auf Normalspur umgebaut und der Tunnel unter dem Tennessee Pass entstand. David H. Moffat gab das Präsidentenamt der D&RG 1891 ab, weil Aktionäre aus dem Ausland mit dem Management der Gesellschaft in Denver nicht zufrieden waren. Moffat hatte die Bahn auf dem direkten Weg von Denver nach Salt Lake City bauen wollen und hatte $200,000 aus den Geldern der D&RG in Erkundungen um den James Peak investiert. An dieser Stelle baute später die Denver, Northwestern and Pacific Railway unter Moffat ihre Strecke.

#### Zweigbahn nach Creede, Colorado
1892 entwickelte David Moffat Pläne für eine Bahnstrecke entlang des Rio Grande River von Wagon Wheel Gap, Colorado, nach Creede. An den Ufern des Rio Grande bei Creede, das damals ein Zentrum des Silberabbaus war, besaß Moffat mehrere claims. Die Denver & Rio Grande Railroad zeigte kein Interesse an dieser Strecke, deswegen baute Moffat hier auf eigene Kosten. Nachdem er mit der Bahn gute Gewinne einfuhr, verkaufte er sie an die Denver & Rio Grande Railroad.

### Florence and Cripple Creek Railroad
Die Florence and Cripple Creek Railroad (F&CC) war eine 3-Fuß (914 mm) Schmalspurbahn, die von Florence an der Strecke der Denver & Rio Grande Railroad von Pueblo nach Cañon City, Colorado, an den Ufern des Arkansas River, durch den steilen Phantom Canyon aufwärts nach Cripple Creek und das umliegende Bergbaugebiet gebaut wurde, das westlich vom Pikes Peak liegt. Nachdem diese Bahn 1893 fertiggestellt war, war sie die erste Verbindung der boomenden Bergbauregion in die „Außenwelt“. Deswegen konnte die Bahn in ihrem ersten Jahr einen außergewöhnlich hohen Gewinn erwirtschaften. Die Bahn beförderte Personen und Versorgungsgüter in die Bergbauregion und Roherz zu den Erzmühlen bei Florence. Die F&CC erschloss mit dem ersten Bahnhof in Victor das Zentrum des Abbaugebietes Creeple Creek und besaß mehrere Zweigbahnen zu den größten Bergwerken dieses Gebietes.
Am Ende geriet die F&CC im Konkurrenzkampf mit anderen Bahnen, die in Normalspur gebaut waren, in finanzielle Schwierigkeiten: Die Midland Terminal und Colorado Springs & Cripple Creek District Railroads erschlossen das Abbaugebiet von Colorado Springs bzw. anderen Richtungen. Zudem zerstörten mehrfach  Muren die Hauptstrecke der F&CC im engen Phantom Canyon. In den frühen 1900er Jahren war die Gesellschaft finanziell so abgewirtschaftet, dass sie Unterstützung durch die Cripple Creek Central annehmen musste. Eine letzte katastrophale Überschwemmung überzeugte das Management der Gesellschaft, dass es besser war, die Bahnanlagen aufzugeben. Die gut gepflegten Lokomotiven der F&CC, acht Consolidation-Güterzugloks und vier Ten-Wheeler-Personenzugloks, konnten an andere Gesellschaften verkauft werden. Eine F&CC-Beteiligung, die Golden Circle Railroad, die Nahverkehr im Bergbaugebiet anbot, überlebte ihre Muttergesellschaft um mehrere Jahre.

### Denver, Northwestern and Pacific Railway (Moffat Line)
David H. Moffat und seine Geschäftspartner gründeten die Denver, Northwestern and Pacific Railway mit Startbahnhof in Denver und dem geplanten Ziel in Salt Lake City, Utah, aber die Mittel dieser Gesellschaft waren erschöpft, bevor das Ziel erreicht werden konnte. 1913 wurde die Grenze zwischen Colorado und Utah bei Craig in Moffat County, Colorado, erreicht.

#### Moffat-Tunnel
David Moffat plante westlich von Denver einen Tunnel durch das Deckgebirge der kontinentalen Wasserscheide, der 1922 bis 1927 gebaut wurde. Der Moffat-Tunnel ist 6,2 Meilen (9997 m) lang und belegte unter den längsten Tunneln der Welt lange Zeit einen vorderen Platz.

## Referenzen
- Athearn,  Robert G.: The Denver and Rio Grande Western Railroad: Rebel of the Rockies. University of Nebraska Press, 1977.
- New Page 1 at www.colorado.gov
- Moffat Library of Washingtonville at www.moffatlibrary.org
- White Hills Arizona Mohave Museum (Memento vom 11. Mai 2008 im Internet Archive) at www.ctaz.com
- Salida Colorado History - Chaffee County Colorado 125th Anniversary Timeline at www.salida.com
- Colorado Hwys: Major Non-State at www.mesalek.com